# Charles d'Hozier
Charles René d'Hozier (Parijs, 24 februari 1640 - aldaar, 13 februari 1732) was 'wapenkoning' van de Franse koning Lodewijk XIV. 
De door chronisch geldgebrek geplaagde Franse koning Lodewijk XIV verzon heel wat methodes om geld te krijgen. Een ervan was het introduceren van een belasting op het voeren van een wapenschild : elke persoon of instelling, die het zijne wilde behouden of er een wilde bekomen, diende er rechten op te betalen, waarna dat wapen officieel zou worden geregistreerd.  Zij die dit nalieten, zouden – ongeacht de ouderdom ervan of de tijd dat het in de familie was geweest – hun wapen verbeuren.  Samensteller van dit register was Charles d’Hozier, Lodewijks wapenkoning, die dit immense werk –want het besloeg geheel Frankrijk– tussen 1696 en 1710 rond kreeg.
De erin terug te vinden beschrijvingen hebben echter niet allemaal dezelfde historische waarde.  In het algemeen kunnen we de registraties in vier grote groepen opsplitsen: in de eerste zitten de wapens die dadelijk na de aangifte op hun juistheid werden onderzocht; de tweede bevat de wapens die te laat werden ingediend om nog te controleren of waarvan de erkenning uit jaloersheid werd uitgesteld (omdat ze gouden lelies op een lazuren veld – het Franse koninklijke wapen – bevatten).  Over het algemeen mag men de inhoud van deze beide categorieën als juist beschouwen.
Tegenover de groepen drie en vier moet men daarentegen de grootste voorzichtigheid betrachten.  Het gaat hier namelijk respectievelijk om die wapens die d’Hozier zelf wat bijgewerkt heeft omdat de aangifte ervan onduidelijk was; en om deze die zijn ontsproten aan de vruchtbare verbeelding van de wapenkoning en werden toegewezen aan zij die weliswaar de rechten hadden betaald maar hadden nagelaten om er een beschrijving bij te voegen.  Onnodig om te zeggen dat de registraties binnen deze laatste twee groepen quasi allemaal van nul en generlei waarde zijn.